# Surplus: Terrorized Into Being Consumers
Surplus: Terrorized Into Being Consumers (Excedentes: aterrorizados para ser consumidores, em livre tradução) é um documentário sueco do realizador Erik Gandini. O filme,  lançado em 2003, foi editado à maneira de vídeo-clip, utilizando-se da repetição (rewrite) de imagens e sons para destacar fatos que marcaram o mundo no início do século XXI e discutir questões relacionadas ao consumismo e à globalização, sob a perspectiva do filósofo anarco-primitivista John Zerzan. 
O filme começa com imagens do encontro realizado em Gênova do G8 exibindo os protestos contra a globalização ocorridos ali, no ano de 2001, e a violenta repressão que ocorreu; dividido em blocos, mostra figuras como Silvio Berlusconi, George W. Bush e até Fidel Castro, que tem sua fala "Um mundo melhor é possível" destacada.

## Análise da obra

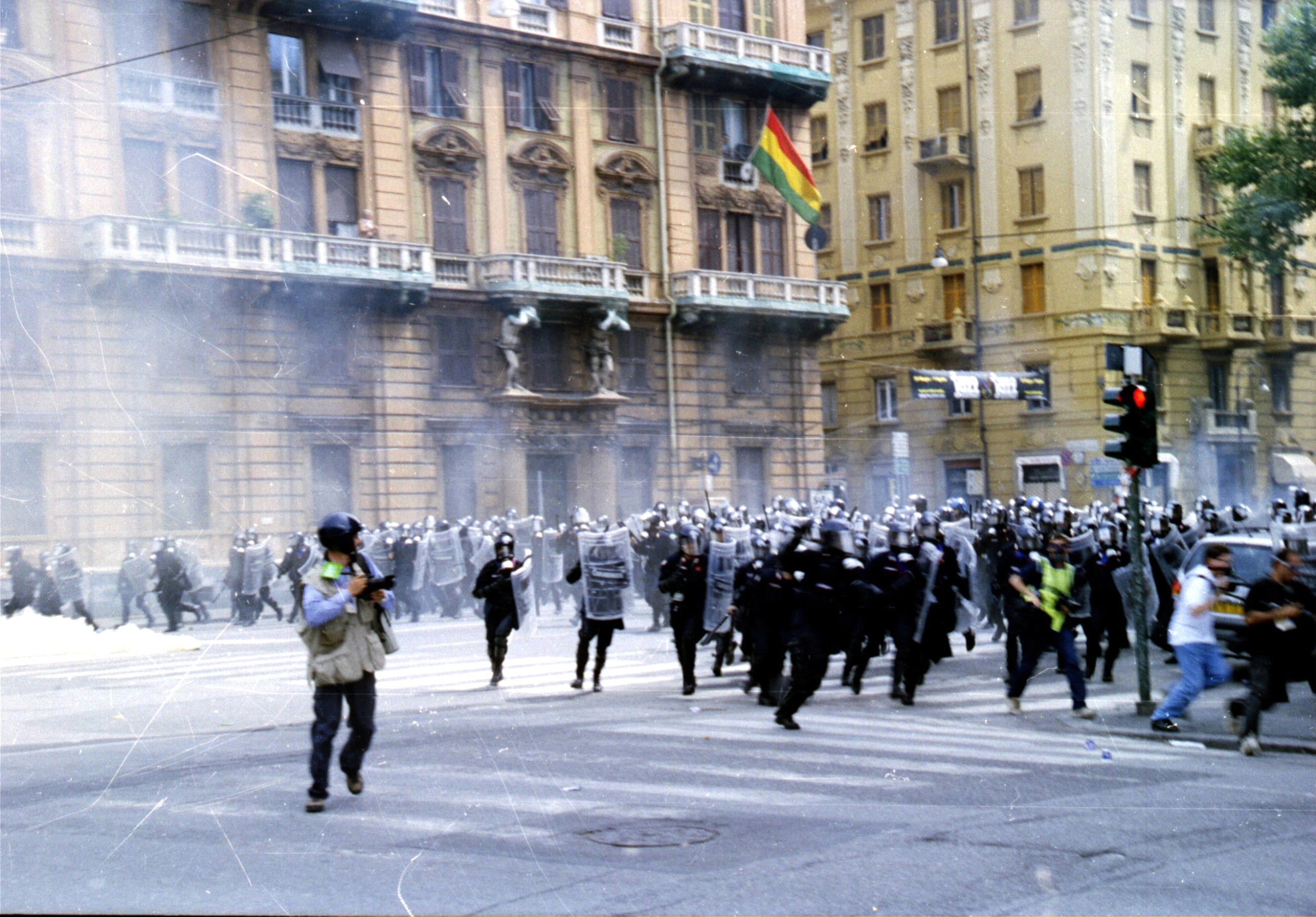
Repressão policial aos protestos no encontro do G8, Gênova, 2001. Um dos fatos que motivaram o documentário.

O filme de Gandini representa uma inovação no filme documentário, ao apresentar uma linguagem nitidamente televisiva com base nas técnicas de vídeo-clip e publicitária, dando assim um ritmo às críticas que faz à sociedade consumista. Desta forma o som deixa de ter um papel secundário e, usado de forma inusual no filme, a trilha sonora serve para o corte das imagens em que são apropriadas falas de personalidades da política e palestras de grandes corporações, de forma com que o espectador amplie sua relação com as imagens.

## Premiações
O documentário foi premiado na VI edição do FICA (Festival Internacional de Cinema e Vídeo Ambiental), realizado de 1 a 6 de junho de 2004, em Goiás, recebendo o Troféu Cora Coralina de melhor produção.